# 邓理
邓理（1945年10月—），男，山东菏泽人，中华人民共和国政治人物，曾任中共陕西省委组织部副部长，陕西省人大常委会副主任。